# Erick Scott
Erick Arnoldo Scott Bernard (Limón, 29 maggio 1981) è un ex calciatore costaricano, attaccante.

## Carriera

### Club
Ha giocato per la LD Alajuelense da maggio 2001 a marzo 2004. Segnò 13 gol nel 2001-02 e 20 nel 2002-03. Fece il suo esordio con i Rojinegros il 1º maggio 2001. Nel marzo 2004 passò ai Columbus Crew. Per la stagione 2004-05 ritorna alla LD Alajuelense. Quindi passa al Marathón squadra honduregna. Nel 2008 firma per lo Shanghai Shenhua, per poi tornare al Marathón. Per l'inizio della stagione 2009-2010 torna nuovamente alla LD Alajuelense.

### Nazionale
Scott è anche un membro della squadra Nazionale della Costa Rica con la quale gioca dal 2002 ed è andato in competizione nella Gold Cup 2003 e in diverse gare di qualificazione per il Mondiale di Germania 2006.
Era un membro della squadra U-20 della Costa Rica al Campionato del Mondo Giovanile del 2001 in Argentina.